# 阿伯湖 (馬里蘭州)
阿伯湖（英語：Lake Arbor）是位於美國馬里蘭州佐治王子縣的一個普查規定居民點。

## 人口
根據2020年美國人口普查的數據，阿伯湖的面積為10.52平方千米，當中陸地面積為10.35平方千米，而水域面積為0.17平方千米。當地共有人口14541人，而人口密度為每平方千米1,382.22人。